# سانتا آنا (كاغيان)
سانتا آنا (بالإنجليزية: Santa Ana) هي بلدية من الدرجة الثانية في مقاطعة كاغايان، الفلبين. ووفقا لتعداد عام 2015، يبلغ عدد سكانها 32,906 نسمة. تقع البلدية في الشمال الشرقي من لوزون وتشمل جزيرة بالاوي أيضا. وهي موطن منطقة كاغايان الاقتصادية الخاصة والقاعدة البحرية كاميلو أوسياس (قاعدة التشغيل البحري سان فيسنتي) في بارانغاي سان فيسنتي.

## المناخ
يظهر الجدول التالي التغييرات المناخية على مدار السنة لسانتا آنا:
| البيانات المناخية لـسانتا آنا     | البيانات المناخية لـسانتا آنا | البيانات المناخية لـسانتا آنا | البيانات المناخية لـسانتا آنا | البيانات المناخية لـسانتا آنا | البيانات المناخية لـسانتا آنا | البيانات المناخية لـسانتا آنا | البيانات المناخية لـسانتا آنا | البيانات المناخية لـسانتا آنا | البيانات المناخية لـسانتا آنا | البيانات المناخية لـسانتا آنا | البيانات المناخية لـسانتا آنا | البيانات المناخية لـسانتا آنا | البيانات المناخية لـسانتا آنا |
| الشهر                             | يناير                         | فبراير                        | مارس                          | أبريل                         | مايو                          | يونيو                         | يوليو                         | أغسطس                         | سبتمبر                        | أكتوبر                        | نوفمبر                        | ديسمبر                        | المعدل السنوي                 |
| --------------------------------- | ----------------------------- | ----------------------------- | ----------------------------- | ----------------------------- | ----------------------------- | ----------------------------- | ----------------------------- | ----------------------------- | ----------------------------- | ----------------------------- | ----------------------------- | ----------------------------- | ----------------------------- |
| متوسط درجة الحرارة الكبرى °م (°ف) | 24 (75)                       | 26 (79)                       | 28 (82)                       | 31 (88)                       | 31 (88)                       | 31 (88)                       | 30 (86)                       | 30 (86)                       | 29 (84)                       | 28 (82)                       | 26 (79)                       | 25 (77)                       | 28 (83)                       |
| متوسط درجة الحرارة الصغرى °م (°ف) | 21 (70)                       | 21 (70)                       | 21 (70)                       | 23 (73)                       | 24 (75)                       | 24 (75)                       | 24 (75)                       | 24 (75)                       | 24 (75)                       | 23 (73)                       | 23 (73)                       | 22 (72)                       | 23 (73)                       |
| الهطول مم (إنش)                   | 150 (5.9)                     | 106 (4.2)                     | 84 (3.3)                      | 48 (1.9)                      | 103 (4.1)                     | 115 (4.5)                     | 134 (5.3)                     | 156 (6.1)                     | 136 (5.4)                     | 240 (9.4)                     | 246 (9.7)                     | 300 (11.8)                    | 1٬818 (71.6)                  |
| متوسط الأيام الممطرة              | 19                            | 14.3                          | 12.8                          | 10.8                          | 17.7                          | 18.9                          | 21.5                          | 23.3                          | 22.1                          | 20.4                          | 20.3                          | 22.2                          | 223.3                         |
| المصدر: Meteoblue                 |                               |                               |                               |                               |                               |                               |                               |                               |                               |                               |                               |                               |                               |

## روابط خارجية
- Philippine Standard Geographic Code
- Philippine Census Information
- Manidad Island in Sta. Ana Cagayan Valley
- Cape Engaño, Sta. Ana, Cagayan